# Isla Orella
Isla Orella är en ö i Chile.   Den ligger i regionen Región de Magallanes y de la Antártica Chilena, i den södra delen av landet, 1 800 km söder om huvudstaden Santiago de Chile. Arean är 233 kvadratkilometer.
Terrängen på Isla Orella är kuperad. Öns högsta punkt är 840 meter över havet. Den sträcker sig 25,5 kilometer i nord-sydlig riktning, och 19,5 kilometer i öst-västlig riktning.
I omgivningarna runt Isla Orella växer i huvudsak blandskog.